# شاه‌بوف اوراسیایی
شاه‌بوف اوراسیایی (نام علمی: Bubo bubo) پرندهای از خانواده جغدان راستین، بزرگ‌ترین نوع جغد و دو برابر جغد گوش‌دراز است. شاه‌بوف در حدود ۶۶ تا ۷۰ سانتیمتر طول دارد. این پرنده دارای گوش‌پرهای مشخص، سینه زرد مایل به قهوه‌ای بارگه‌های پهن، چشم‌های درشت نارنجی رنگ، سطح پشتی زرد مایل به قهوه‌ای بالکه‌های قهوه‌ای پررنگ است.

## ویژگی‌های رفتاری
این پرنده صبح خیلی زود و غروب به شکار می‌رود. معمولاً به‌صورت تنها در شکاف سنگها و درخت‌ها یا روی شاخه‌های درخت در محلی نزدیک به تنه درخت قائم می‌نشیند، یا در آشیانه متروک پرندگان شکاری زاد و ولد می‌کند.

## پراکندگی

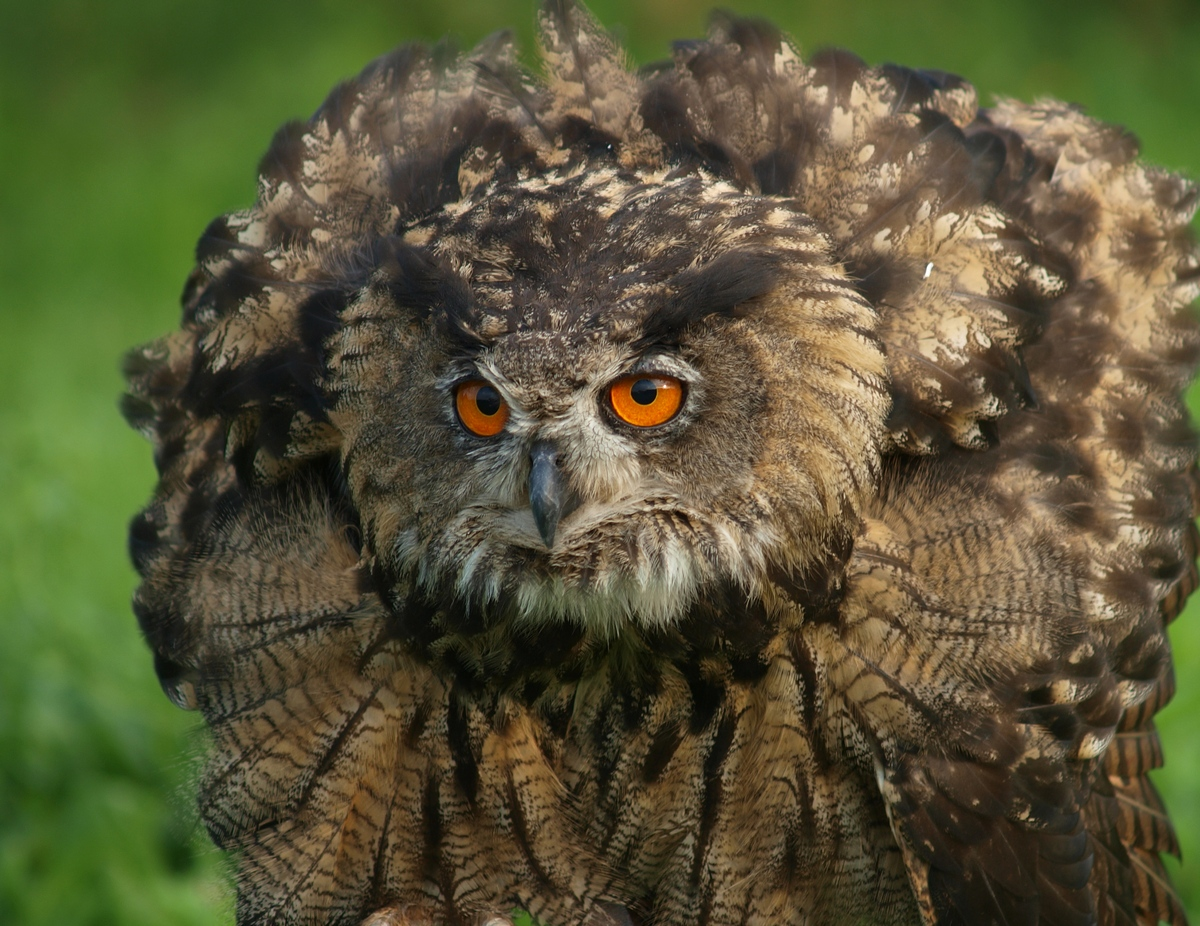
شاه‌بوف در موقعیت تهدید

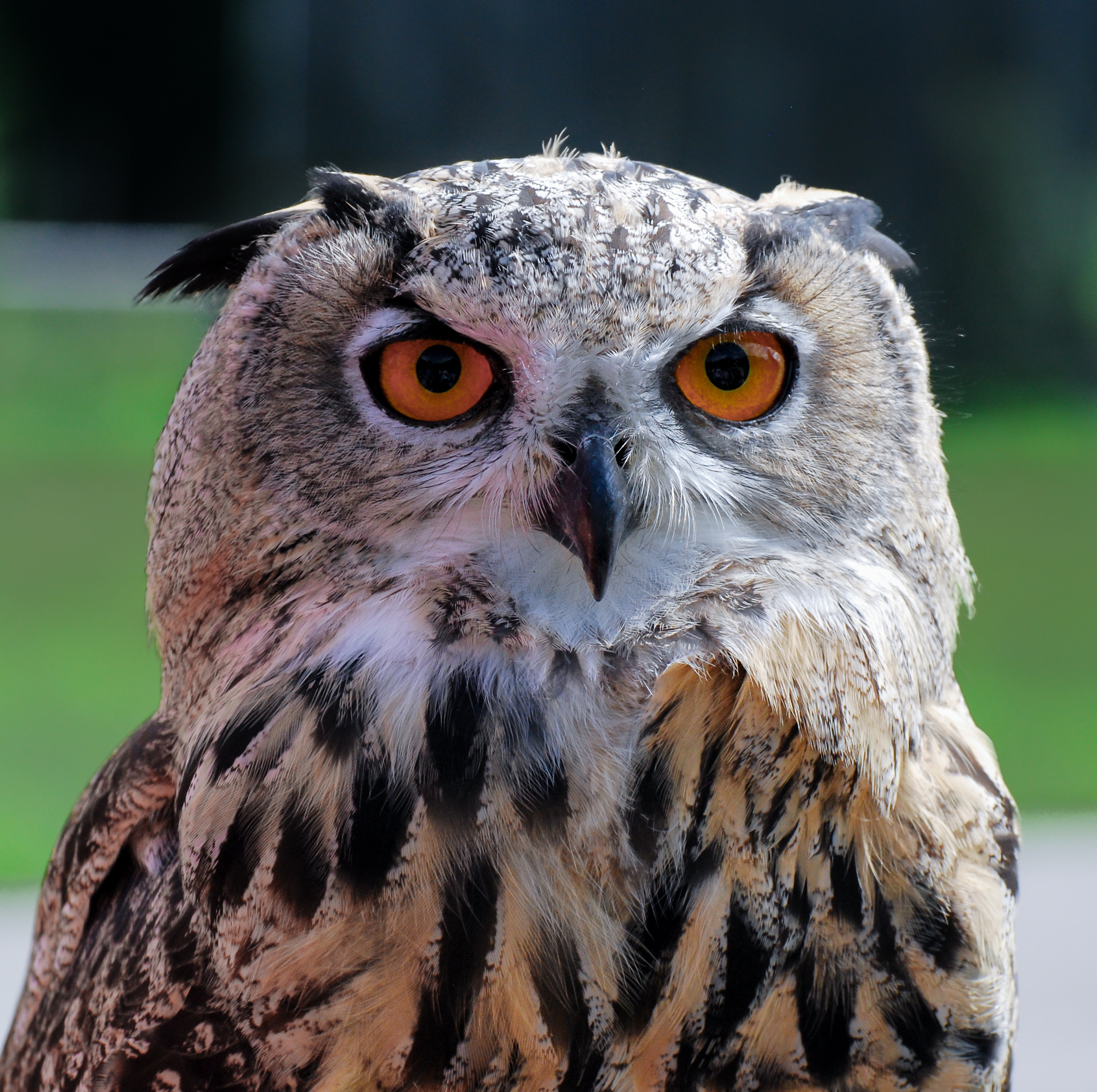
سر

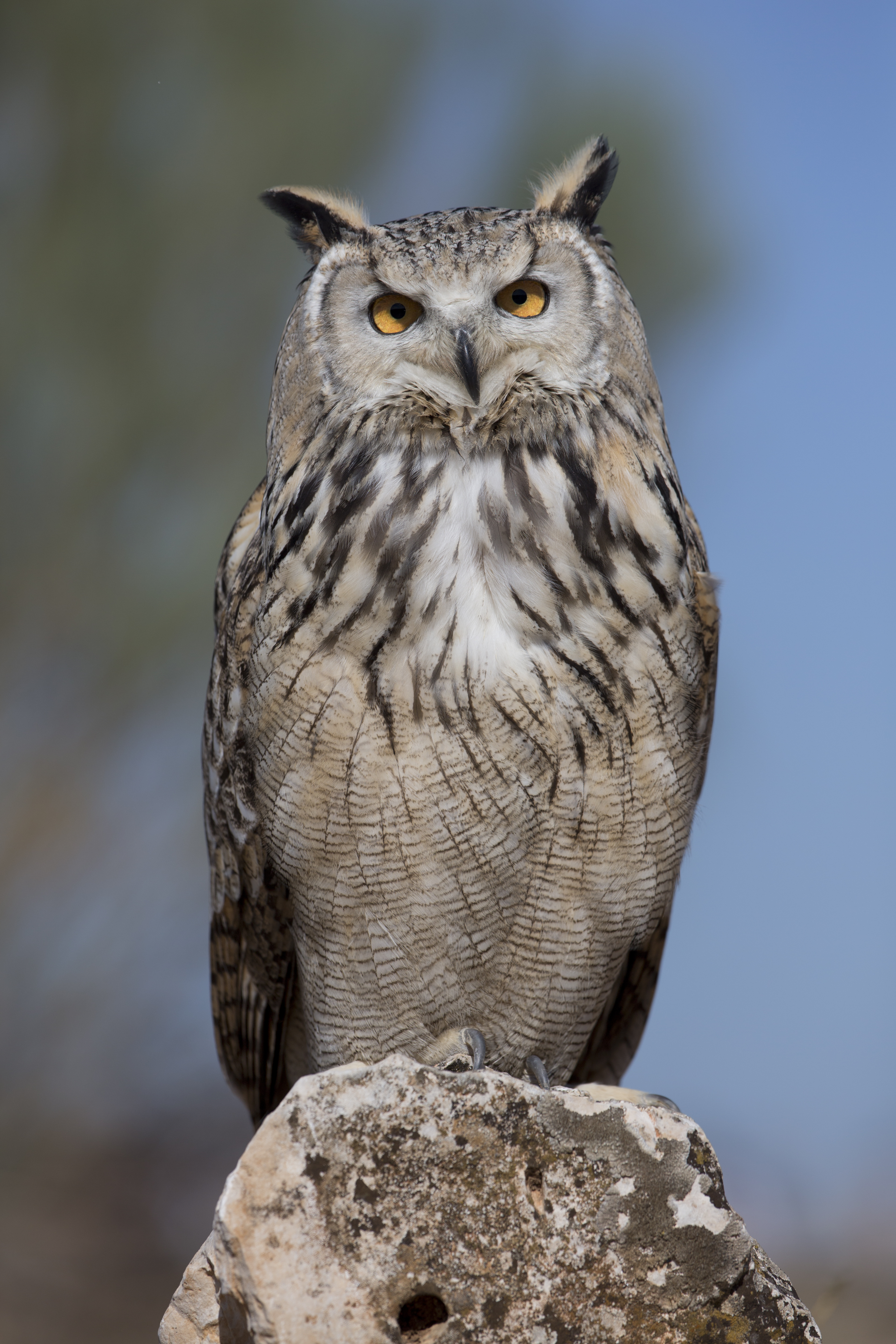
شاه‌بوف

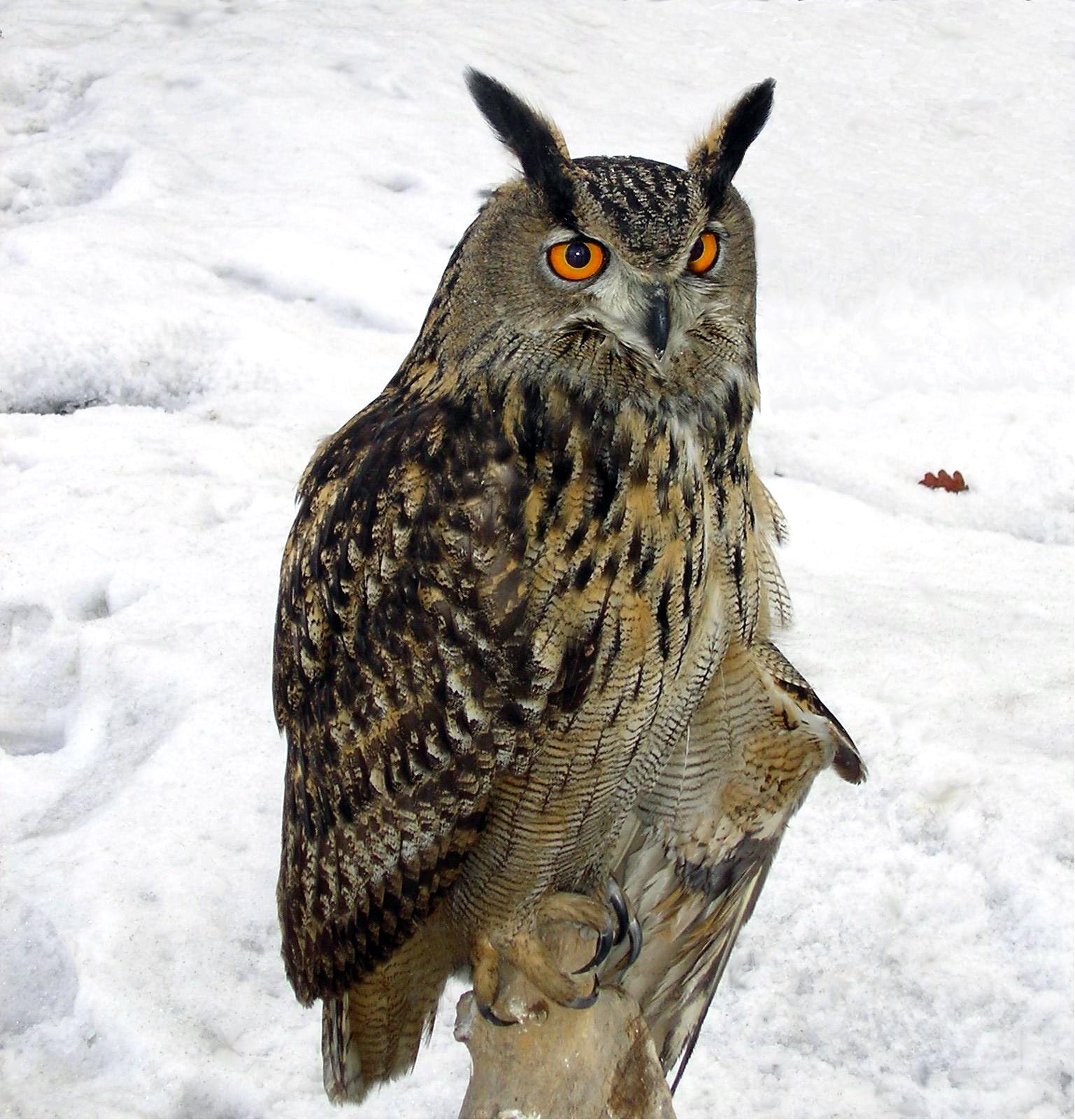
در برف

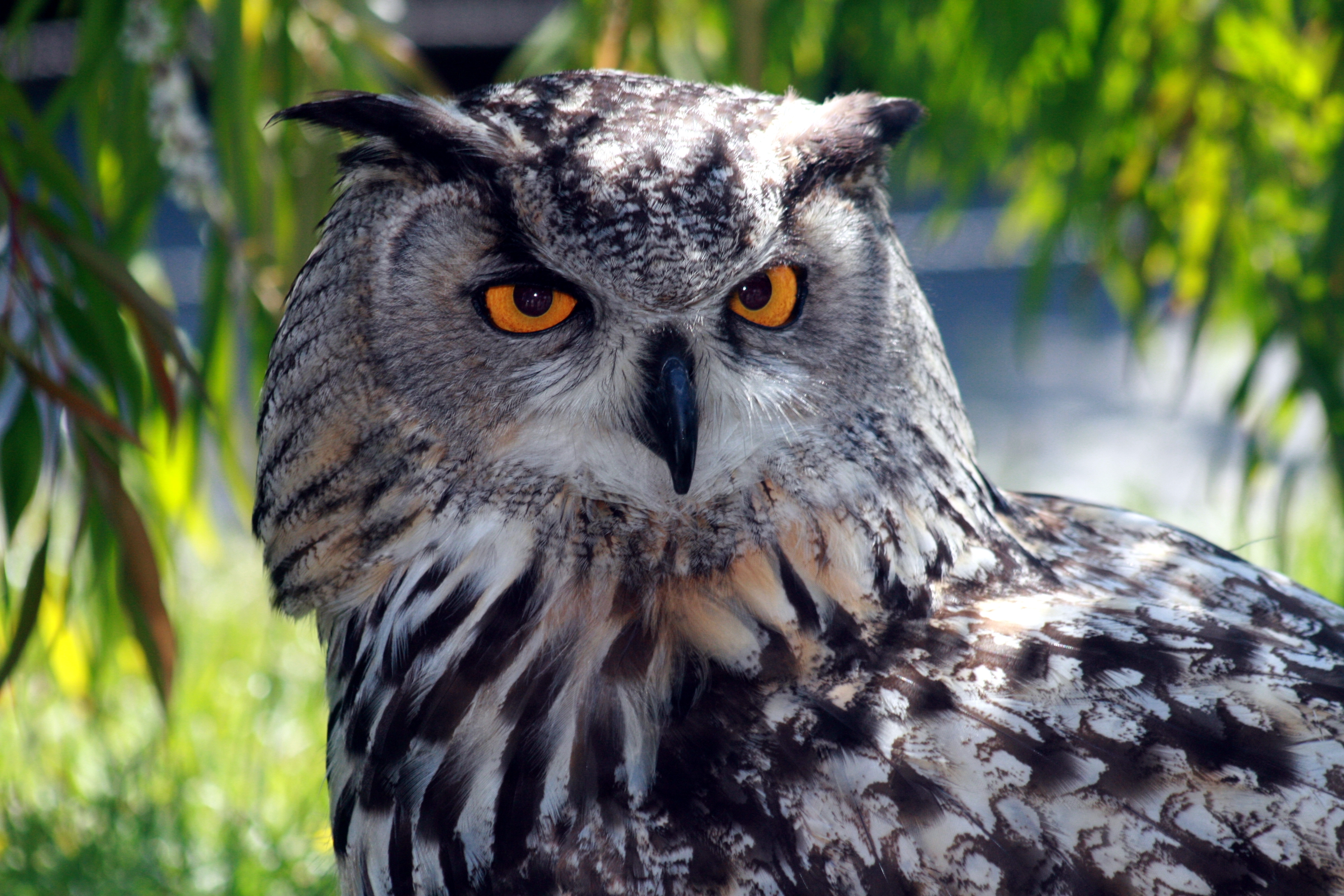

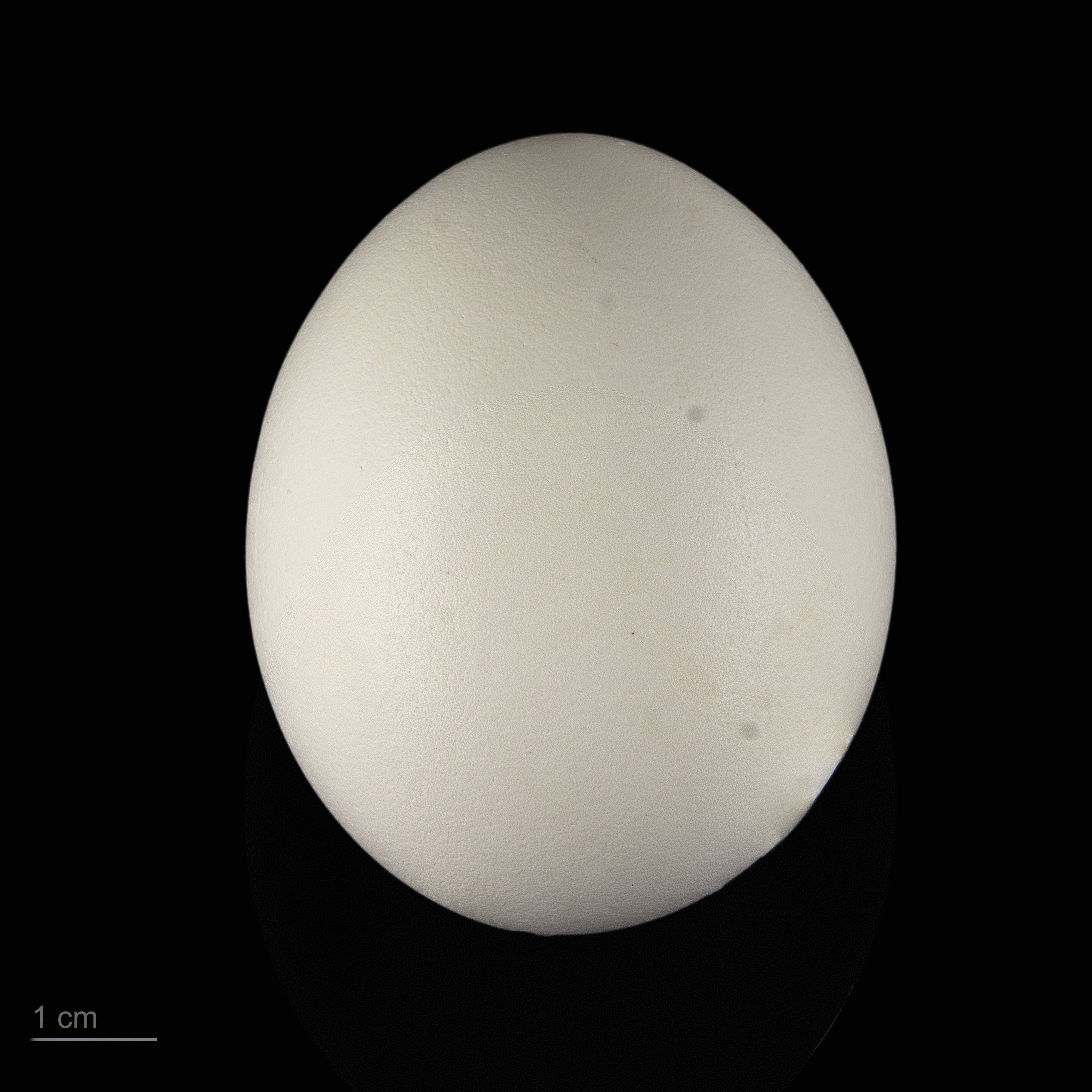
Bubo bubo bubo

این پرنده نسبتاً بومی و فراوان است. دانشمندان حدود ۵۲۵۰ نوع جغد را در سراسر دنیا شناسایی کرده‌اند. جغد در سراسر مناطق معتدل، استوائی و شبه‌قطبی دنیا زندگی می‌کند. جغد در جزایر منقر و دور از خشکی‌ها زندگی می‌کند که به سختی طول این گونه جغد به ۱۵ سانتیمتر می‌رسد. بزرگ‌ترین جغد، جغد بزرگ خاکستری است که در اعماق جنگلهای کانادا و آلاسکا زندگی می‌کند. بلندی آن ۶۷ سانتیمتر و بال گشوده‌اش به ۱۳۷ تا ۱۵۲ سانتیمتر می‌رسد.

## ظاهر معمولی جغد
هرکس دریک نگاه می‌تواند جغد را بواسطه صورت پهن و پرها و چشمان گردش از سایر پرندگان باز شناسد. چشمان جغد خیلی درشت است. این چشمان برآمده است و شبیه بیشتر پرندگان دیگر نیست. برای همین جغدها می‌توانند هرچیز را با هر دو چشم در یک زمان بنگرند. جغدهای دوربین دو چشم جداگانه مانند انسان دارند. اما جغدها نمی‌توانند چشمان خود را مانند آدم حرکت دهند بلکه می‌باید سر خود را برای دیدن چیزی بسوی آن بچرخانند. جغدها به‌خوبی و سریع می‌توانند پرواز کنند. هنگام گرفتن شکار با سرعت برق‌آسایی دیده می‌شود که می‌پرد.